# Топоље
Топоље је село у Барањи, општина Драж, Осјечко-барањска жупанија, Република Хрватска.

## Становништво
На попису становништва 2011. године, Топоље је имало 395 становника.

## Попис1991.
На попису становништва 1991. године, насељено место Топоље је имало 683 становника, следећег националног састава:
| Попис 1991.‍  | Попис 1991.‍  | Попис 1991.‍ | Попис 1991.‍ | Попис 1991.‍ |
| ------------ | ------------ | ----------- | ----------- | ----------- |
|              |              |             |             |             |
| Хрвати       | Хрвати       |             | 565         | 82,72%      |
| Мађари       | Мађари       |             | 56          | 8,19%       |
| Срби         | Срби         |             | 37          | 5,41%       |
| Југословени  | Југословени  |             | 5           | 0,73%       |
| Немци        | Немци        |             | 5           | 0,73%       |
| Словенци     | Словенци     |             | 2           | 0,29%       |
| Муслимани    | Муслимани    |             | 1           | 0,14%       |
| неопредељени | неопредељени |             | 2           | 0,29%       |
| непознато    | непознато    |             | 10          | 1,46%       |
| укупно: 683  |              |             |             |             |